# Psittiparus margaritae
A Psittiparus margaritae a verébalakúak (Passeriformes) rendjébe, ezen belül az óvilági poszátafélék (Sylviidae) családjába tartozó, 15 centiméter hosszú madárfaj. Korábban a timáliafélék családjába (Timaliidae)  vagy a papagájcsőrűcinege-félék családjába (Paradoxornithidae) sorolták, a Psittiparus gularis alfajának is tekintették. Kambodzsa és Vietnám trópusi nedves hegyi erdeiben él. Alapvetően növényevő, de rovarokat is fogyaszt.

## Fordítás
- Ez a szócikk részben vagy egészben  a   Black-headed parrotbill című angol Wikipédia-szócikk fordításán alapul.  Az eredeti cikk szerkesztőit annak laptörténete sorolja fel. Ez a jelzés csupán a megfogalmazás eredetét és a szerzői jogokat jelzi, nem szolgál a cikkben szereplő információk forrásmegjelöléseként.